# Bronic (herb szlachecki)
Bronic (Jelce, Jelec) – polski herb szlachecki.

## Opis herbu
W polu czerwonym dwa jelce szablowe w krzyż skośny złote. W klejnocie nad hełmem w koronie trzy pióra strusie.

## Herbowni
Bekowski, Borodziec, Bronic, Broniec, Bykowski, Citowicz, Gausowicz, Gawryłowicz, Hausowicz, Hawszewicz, Narwojn, Turodowski, Wadomski, Wardomski